# Bad Saulgau
Bad Saulgau – miasto uzdrowiskowe w Niemczech, w kraju związkowym Badenia-Wirtembergia, w rejencji Tybinga, w regionie Bodensee-Oberschwaben, w powiecie Sigmaringen, siedziba wspólnoty administracyjnej Bad Saulgau. Leży nad rzeką Schwarzach, ok. 24 km na południowy wschód od Sigmaringen.

## Sport
W mieście rozgrywany jest kobiecy turniej tenisowy, pod nazwą Knoll Open, zaliczany do rozgrywek rangi ITF, z pulą nagród 25 000 $.

## Urodzeni w Bad Saulgau
- Tatjana Maria - tenisistka

## Współpraca
Miejscowości partnerskie:
- Chalais, Francja
- Himmelberg, Austria
- Kobe, Japonia